# Нарколепсия
Нарколе́псия (от др.-греч. νάρκη — оцепенение, сон и λῆψις — приступ; синонимы: болезнь Желино, эссенциальная нарколепсия) — заболевание нервной системы, относящееся к гиперсомниям, характеризуется дневными приступами непреодолимой сонливости и приступами внезапного засыпания, приступами катаплексии, то есть внезапной утраты мышечного тонуса при ясном сознании, нарушениями ночного сна, появлениями гипнагогических (при засыпании) и гипнопомпических (при пробуждении) галлюцинаций. Иногда отмечается кратковременная парализованность тела сразу после пробуждения.

## Нарколептический синдром
Александр Вейн выделяет пентаду нарколептического синдрома:
1. ночную бессонницу,
2. приступы сонливости,
3. гипнагогические галлюцинации,
4. приступы катаплексии,
5. катаплексию пробуждения[4][5].

Однако для постановки диагноза нарколепсии не обязательно присутствие всех перечисленных симптомов, достаточно сочетания дневных засыпаний с одним или более симптомов.

## Эпидемиология
Обычно нарколепсия развивается у молодых людей, чаще у мужчин. Предположительно болезнь имеет наследственный характер в сочетании с внешним провоцирующим фактором, таким, как вирусные заболевания.
Распространённость нарколепсии в развитых странах составляет 20—40 на 100 000 человек.
Связь между разработанной GlaxoSmithKline вакциной Pandemrix и нарколепсией была установлена примерно у 200 детей в Финляндии и Швеции после иммунизации во время вспышки свиного гриппа в 2009 году. Отдельные случаи отмечались также в Великобритании, Ирландии и Нидерландах. В среднем нарколепсия развилась примерно у одного на каждые 15—16 тысяч вакцинированных детей в странах Северной Европы.

## Этиология
До настоящего времени причины развития нарколепсии недостаточно изучены. Существует предположение о том, что в их основе лежит недостаток орексинов (гипокретинов), гипоталамических пептидов. У больных нарколепсией в ликворе обнаружено сниженное содержание орексина. Указанное биологически активное вещество головного мозга регулирует процесс чередования медленного и быстрого сна.
У мышей с «выключенным» геном синтеза препроорексина и собак, лишённых экспрессии орексинового рецептора II типа, наблюдаются все признаки нарколепсии.
У больных нарколепсией обнаружена тесная ассоциация с комплексом генов антигенов гистосовместимости — HLA DR2/DQW1. Полисомнография показала, что у страдающих нарколепсией преждевременно наступает фаза быстрого сна, не более чем через 20 минут после засыпания.

## Терапия
Предлагаемая на сегодняшний день терапия способна смягчить симптомы заболевания и улучшить качество жизни, но не помогает от него избавиться.
В западных странах для терапии нарколепсии используются психостимуляторы: декстроамфетамина сульфат («декседрин», «декседрин-SR», «декстростат»), метамфетамин («дезоксин»), метилфенидат («риталин»), пемолин («цилерт»), мазиндол («санорекс»), солриамфетол и модафинил («провигил»). Модафинил эффективно устраняет дневную сонливость, и часто используется в мировой практике для лечения нарколепсии. В РФ все эти препараты включены в Перечень наркотических средств, психотропных веществ и их прекурсоров, оборот которых запрещён или ограничен.
Также при нарколепсии применяется атомоксетин, нестимуляторный ингибитор обратного захвата норадреналина и антагонисты H3-гистаминовых рецепторов:                                                                                                     pitolisant.
При нарколепсии для лечения катаплексических приступов иногда применяют селективные ингибиторы обратного захвата серотонина и трициклические антидепрессанты, такие как кломипрамин, имипрамин, протриптилин и другие препараты, подавляющие фазу быстрого сна. Венлафаксин, антидепрессант, который блокирует обратный захват серотонина и норадреналина, показал эффективность при терапии катаплексии.
Для коррекции нарушений ночного сна используются гипнотики (золпидем и зопиклон).
Одобренное в США Управлением по санитарному надзору за качеством пищевых продуктов и медикаментов лекарство от нарколепсии — оксибутират натрия («ксирем»). Многочисленные клинические исследования показали, что оксибутират натрия помогает от катаплексии и других симптомов, связанных с нарколепсией.